# Église Saint-Vincent-Diacre de Vicq-d'Auribat
L'église Saint-Vincent-Diacre située à Vicq-d'Auribat dans les Landes, en France, est remarquable par la tour fortifiée du XIe siècle à laquelle elle est accolée,.